# 紀元前377年
紀元前377年（きげんぜん377ねん）は、ローマ暦の年である。
当時は、「マメルキヌス、ポプリコラ、キクリヌス、ルフス（ないしは、プラエテクスタトゥス）、キンキナトゥス、キンキナトゥスが執政武官に就任した年」として知られていた（もしくは、それほど使われてはいないが、ローマ建国紀元377年）。紀年法として西暦（キリスト紀元）がヨーロッパで広く普及した中世時代初期以降、この年は紀元前377年と表記されるのが一般的となった。

## 他の紀年法
- 干支 : 甲辰
- 日本
  - 皇紀284年
  - 孝安天皇16年
- 中国
  - 周 - 安王25年
  - 秦 - 献公8年
  - 晋 - 孝公12年
  - 楚 - 粛王4年
  - 斉 - 斉侯剡8年
  - 燕 - 簡公38年
  - 趙 - 敬侯10年
  - 魏 - 武侯19年
  - 韓 - 文侯10年
- 朝鮮
  - 檀紀1957年
- ベトナム :
- 仏滅紀元 : 168年
- ユダヤ暦 :

## できごと

### ペルシア帝国
- マウソロスが、アケメネス朝ペルシア帝国のカリアのサトラップ（太守）に任じられた。

### ギリシア
- ティモテオス (Timotheus) が、アカルナニア人とモロシア人 (Molossians) のもとに送られ、アテナイとの友好関係を確保した。
- スパルタとテーバイの紛争に介入する準備に入ったアテナイは、財政と税制を再編し、裕福な市民が、さほど裕福でもない市民からの徴税に責任をもつ制度が導入された。
- 紀元前387年のアンタルキダスの和約に定められた条項により、ギリシア諸都市の独立は保証されていた。スパルタ王アゲシラオス2世はこの条項を盾にとり、テーバイを盟主とするボイオーティア同盟の解体を迫る根拠とした。2度に及ぶ攻城戦によって、テーバイは飢餓状態寸前まで追い込まれた。

### 中国
- 蜀が楚を攻撃し、茲方を奪った。

## 死去
- 文侯、中国戦国時代の韓の君主